# Ron Mael
Ron Mael, nato Ronald David Mael (Culver City, 12 agosto 1945), è un musicista, cantautore e produttore discografico statunitense.
È il tastierista nonché cantautore degli Sparks che ha fondato con il fratello minore Russell Mael nel 1971. Mael è noto per il suo approccio bizzarro, per il suo stile particolare e ritmato con la tastiera e per il suo comportamento impassibile, sobrio e accigliato sul palcoscenico spesso rimanendo immobile sulla tastiera in netto contrasto con il comportamento iperattivo e spesso bizzarro da frontman del fratello Russell. Ron Mael è anche noto per i suoi abiti conservatori e baffi fuori moda. I fratelli Mael sono i fondatori della Lil 'Beethoven Records.

## Filmografia

### Sceneggiatore
- Annette, regia di Leos Carax (2021)

## Colonne sonore
- Annette, regia di Leos Carax (2021)